# Peter Meijer

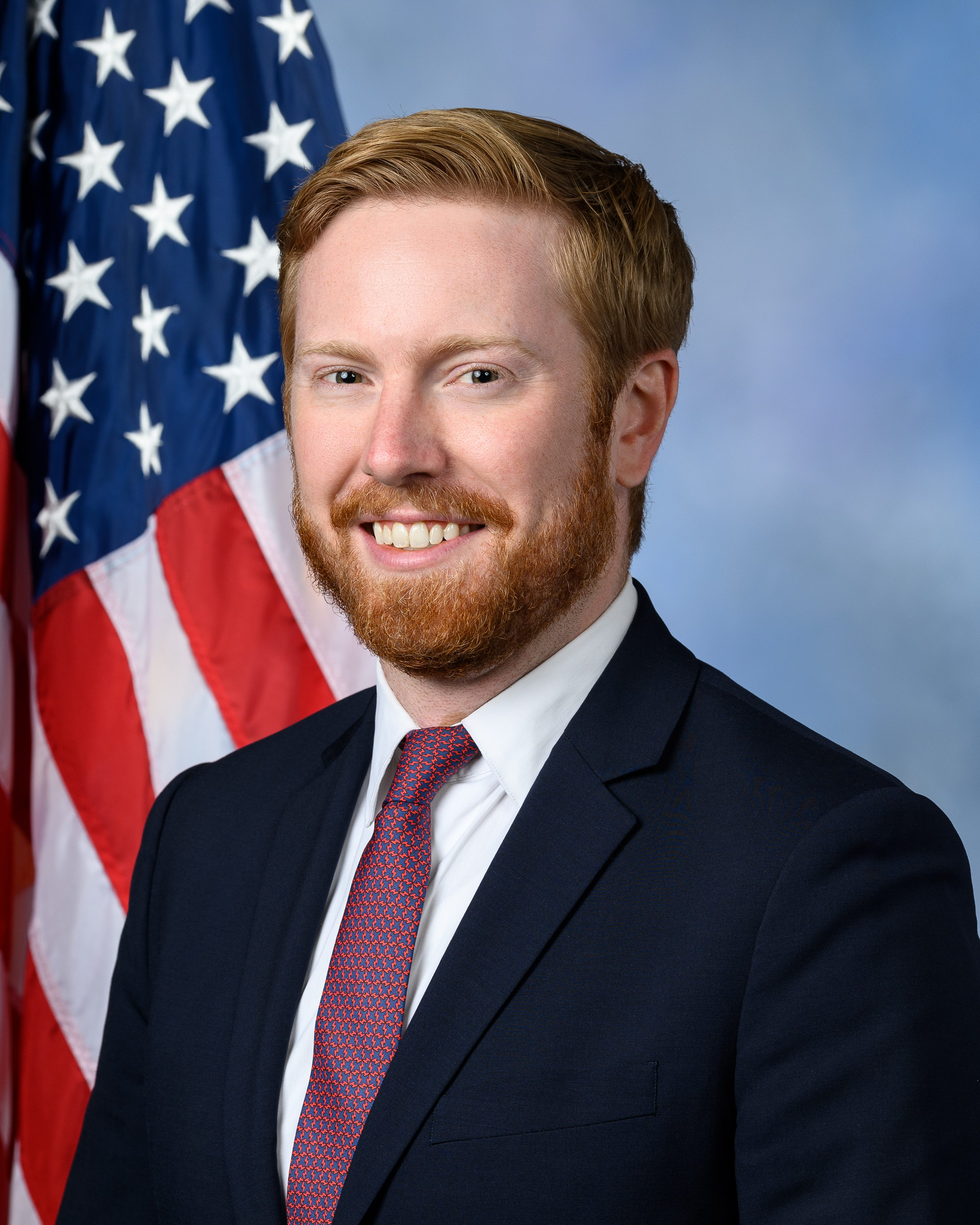
Peter Meijer (2020)

Peter James Meijer (/ˈmaɪ.ər/; geboren am 10. Januar 1988 in Grand Rapids, Michigan) ist ein US-amerikanischer Politiker (Republikanische Partei) und Wirtschaftsanalyst. Meijer vertrat von 2021 bis 2023 den 3. Kongresswahlbezirk von Michigan im Repräsentantenhaus der Vereinigten Staaten. Seine Ursprungsfamilie Meijer ist Eigentümerin der Supermarktkette Meijer. 

## Leben
Peter Meijer ist der älteste Sohn von Hank Meijer und der Enkel des Gründers der Supermarktkette Frederik Meijer, dessen Eltern aus den Niederlanden in die USA ausgewandert waren. Seine Familie ist laut Forbes eine der reichsten im Staat Michigan mit einem Nettovermögen von über 6 Milliarden Dollar. Peter Meijers Vermögen wird mit 50 Millionen Dollar angegeben, das hauptsächlich aus einem Meijer-Familientrust stammt.
Peter Meijer studierte zunächst ein Jahr an der United States Military Academy in West Point, bevor er 2008 an die Columbia University wechselte und 2012 seinen Bachelor-Abschluss in Kulturanthropologie machte. An der Columbia setzte er sich für die Wiedereinführung des Reserve Officers’ Training Corps auf dem Campus ein. Von 2008 bis 2016 diente Meijer in der United States Army Reserve und war von 2010 bis 2011 im Irak eingesetzt, wo er als Intelligence Advisor diente.
Im Jahr 2017 schloss Meijer sein Studium an der New York University Stern School of Business mit einem Master of Business Administration ab. Meijer wurde bei der Wahl zum Repräsentantenhaus der Vereinigten Staaten am 3. November 2020 für seinen Distrikt, den zuvor der zur Libertarian Party gewechselte Justin Amash vertreten hatte, in den Kongress gewählt.
Am 6. Januar 2021 stürmten Anhänger des damals noch regierenden Präsidenten Trump auf dessen Aufforderung gewaltsam das Kapitol. Als einer der wenigen republikanischen Abgeordneten unterstützte Maijer daraufhin das von den Demokraten angestoßene 2. Amtsenthebungsverfahren gegen Trump. Als einer von 17 Republikanern unterzeichnete er einen Brief an Joe Biden, worin um über eine überparteiliche Zusammenarbeit geworben wurde. Im August desselben Jahres geriet er in die Kritik, weil er mit dem demokratischen Abgeordneten Seth Moulton ohne Absprache mit den US-Sicherheitsbehörden nach Kabul flog, um sich ein Bild über den Abzug der US-Truppen aus Afghanistan zu machen.
Bei den Vorwahlen 2022 unterlag er seinem Mitbewerber John Gibbs, einem Trump-Unterstützer. Damit trat er bei den Wahlen zum Repräsentantenhaus der Vereinigten Staaten 2022 nicht erneut an und schied damit zum 3. Januar 2023 aus dem Repräsentantenhaus aus.